# Lumiflavina
La lumiflavina è una flavina tossica prodotta per fotolisi della vitamina B2.